# European Market Infrastructure Regulation
 (août 2020).
L'European Market Infrastructure Regulation (EMIR) est un règlement de l’Union européenne publié le 4 juillet 2012 afin de réguler les marchés des produits dérivés échangés de gré à gré, les contreparties centrales et les référentiels centraux (UE n°648/2012). Il fait suite aux engagements internationaux pris au G20 de 2009.
Ce texte a pour objectif de réduire les risques liés aux produits dérivés de gré à gré (ou Over The Counter - OTC en anglais) en favorisant la transparence et la standardisation de ce type d'instruments financiers. EMIR entraîne également la création d'une nouvelle catégorie d'infrastructures de marché, les référentiels centraux (Trade Repositories), et réglemente fortement les activités des chambres de compensation (Clearing Houses) et des chambres de compensation avec contrepartie centrale (Central Counterparties, ou CCP). Ces différents types d'acteurs sont placés sous la supervision de l’AEMF, le régulateur européen des marchés financiers. 

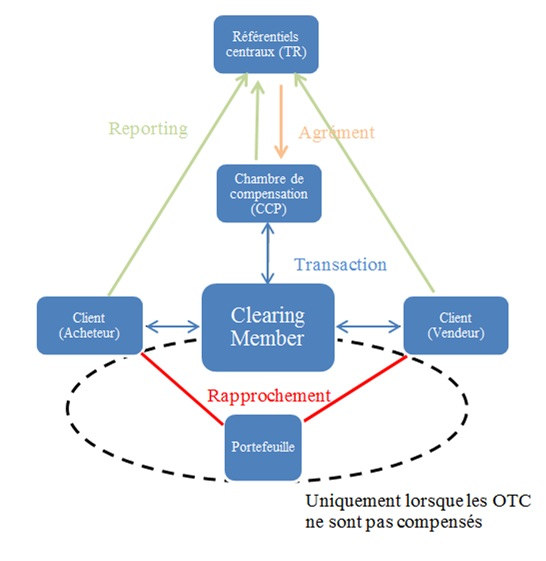
Schéma de l'EMIR

EMIR représente trois grands types d'obligations :
- compensation de certains types de dérivés OTC ;
- mise en place de techniques d’atténuation des risques pour les contrats dérivés OTC non-compensés par une chambre de compensation ;
- déclaration des transactions relatives aux contrats dérivés OTC.

## Obligation de compensation des dérivés OTC
Tous les nouveaux contrats dérivés de gré à gré considérés comme éligibles par l’AEMF doivent être compensés via des chambres de compensation avec contrepartie centrale (Central Counterparties ou CCP). 
La CCP joue le rôle de contrepartie centrale en s'interposant systématiquement entre les deux parties d'un contrat de gré à gré, et garantissant ainsi aux participants du marché la bonne fin de leurs opérations. Soumise à des exigences strictes de gestion des risques, la CCP impose, appelle et collecte des marges auprès de ses membres (les Clearing Members) sur une base a minima quotidienne.

## Mise en place de techniques d’atténuation des risques pour les contrats dérivés de gré à gré non-compensés par une chambre de compensation (article 11 d’EMIR)

### Confirmation des contrats
EMIR impose des délais maximaux de confirmation des contrats dérivés de gré à gré qui ne sont pas soumis aux obligations de compensation.

### Évaluation de la valeur des contrats en cours
Les contrats de gré à gré non-échus doivent être évalués tous les jours sur base de prix de marché. Si le marché est inactif (les prix ne sont pas disponibles rapidement et facilement, et ces prix ne représentent pas le marché des transactions en cours), ou si plusieurs estimations de la juste valeur existent (et que la probabilité de chaque estimation n’est pas évaluable), un modèle de valorisation doit être utilisé.
Pour être accepté, ce modèle doit :
- intégrer les facteurs de détermination du prix des contreparties
- être conforme aux méthodes reconnues pour la valorisation des instruments financiers
- être calibré et testé grâce aux prix du marché pour ce type d’instruments financiers
- être surveillé par un autre service que celui qui prend le risque
- être documenté

### Procédures de gestion des risques et des conflits
Les institutions financières doivent disposer de procédures de gestion des risques qui prévoient un échange de garanties (collateral) effectué de manière rapide, exacte et avec une ségrégation appropriée en ce qui concerne les contrats dérivés de gré à gré conclus le 16 août 2012 ou après cette date.
Les institutions financières doivent détenir un montant de capital approprié et proportionné pour gérer le risque non couvert par un échange approprié de garanties. 
Les conflits, ainsi que leurs enregistrements et leurs suivis, sur les contrats dont le montant est supérieur à 15 millions d’euros et qui sont en cours depuis au moins 15 jours ouvrables, doivent être rapportés à la CCP. 

## Obligation de déclaration des transactions relatives aux contrats dérivés OTC (article 9 d’EMIR)
Quatre types de déclaration :
- Déclaration des OTC non compensés et du nombre d’OTC non confirmés.
- Rapprochement des OTC non compensés.
- Reporting au TR de tous les OTC.
- Reporting au TR de tous les Dérivés Listés.

## Sources

### Sources primaires
- RÈGLEMENT (UE) N o 648/2012 DU PARLEMENT EUROPÉEN ET DU CONSEIL du 4 juillet 2012 sur les produits dérivés de gré à gré, les contreparties centrales et les référentiels centraux.

- Draft technical standards under the Regulation (EU) No 648/2012 of the European Parliament and of the Council of 4 July 2012 on OTC Derivatives, CCPs and Trade Repositories.

### Sources secondaires
1. ↑  Jean-Baptiste Poulle, Arut Kannan, Nicolas Spitz et Sandra Kahn, « European Market Infrastructure Regulation (EMIR) », dans EU Banking and Financial Regulation, Edward Elgar Publishing, 20 février 2024, 309–329 p. (ISBN 978-1-0353-0195-9, lire en ligne)